# Ægir

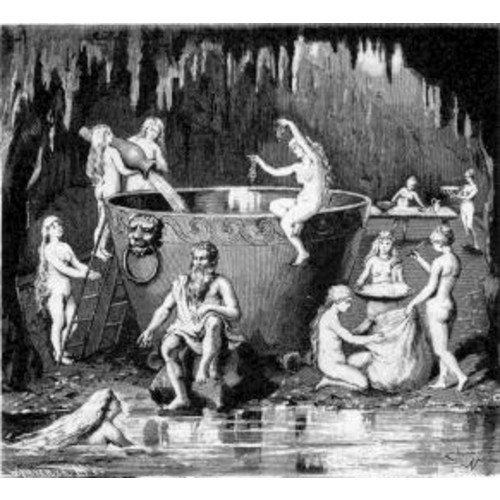
Ilustración de Ægir, Rán, y sus nueve hijas elaborando cerveza.

Ægir es un jotun y el rey de los mares en la mitología nórdica. Es una personificación del poder del océano. También se lo conoce por ofrecer elaboradas fiestas a los Æsir. En la Skáldskaparmál de Snorri Sturluson, Ægir es identificado con Gymir y Hlér quienes vivían en la isla Hlésey, actual Læsø. El encabezado prosaico de la Lokasenna dice que su salón es un lugar de un santuario iluminado con brillante oro y donde la cerveza cae a borbotones.
Gymir es también el nombre del gigante padre de la hermosa doncella Gerð (la esposa de Freyr) y Beli así también como el esposo de Aurboda. Se puede encontrar otro enlace entre los Æsir y los gigantes marinos en Hymir, quien dice en la Hymiskviða ser esposo de Hrod y padre de Tyr. Se dice que Ægir tuvo nueve hijas junto a su esposa, Rán. Sus hijas fueron llamadas doncellas de las olas. Fueron llamadas Blóðughadda, Bylgja, Dröfn, Dúfa, Hefring, Himinglæva, Hrönn, Kólga, y Unnr. Los nombres reflejan diferentes características de las olas oceánicas.
Ægir es uno de los hijos de Fornjót, un gigante y rey de Finlandia, y hermano de Logi (fuego) y Kári (viento). En la Lokasenna, ofrece una fiesta para los dioses donde les sirve hidromiel fermentada en un enorme caldero que había sido provisto por Thor. La historia de cómo Thor gana el caldero se relata en la Hymiskviða.
Ægir tiene dos sirvientes, Fimafeng (asesinado por Loki) y Eldir.

## Nombres
El nombre de Ægir a veces es romanizado como "Aegir" o "Aeger". Las formas suecas comunes son Ägir y Äge. 
Se le llama también el cervecero, porque la espuma blanca del mar embravecido recuerda a la espuma producida en la fabricación de cerveza. No obstante, parece que Ægir es un dios de buen carácter, y que son Rán y sus hijas las que causan la mayoría de los desastres oceánicos.